# Uwe Scheuch
Uwe Scheuch (* 15. Juni 1969 in Villach) ist ein österreichischer Landwirt und ehemaliger Politiker (FPÖ, später BZÖ und FPK), der einmal wegen Geschenkannahme durch Amtsträger sowie zweimal wegen Untreue rechtskräftig verurteilt wurde. Er war ab 2006 Mitglied der Landesregierung von Kärnten, ab 2008 als Erster Landeshauptmann-Stellvertreter. Ab 2009 war er Parteiobmann der Freiheitlichen in Kärnten. Am 1. August 2012 trat er von seinen Partei- und Regierungsämtern zurück. Heute arbeitet er als Geschäftsführer eines 4-Sterne-Hotels. 

## Biographie

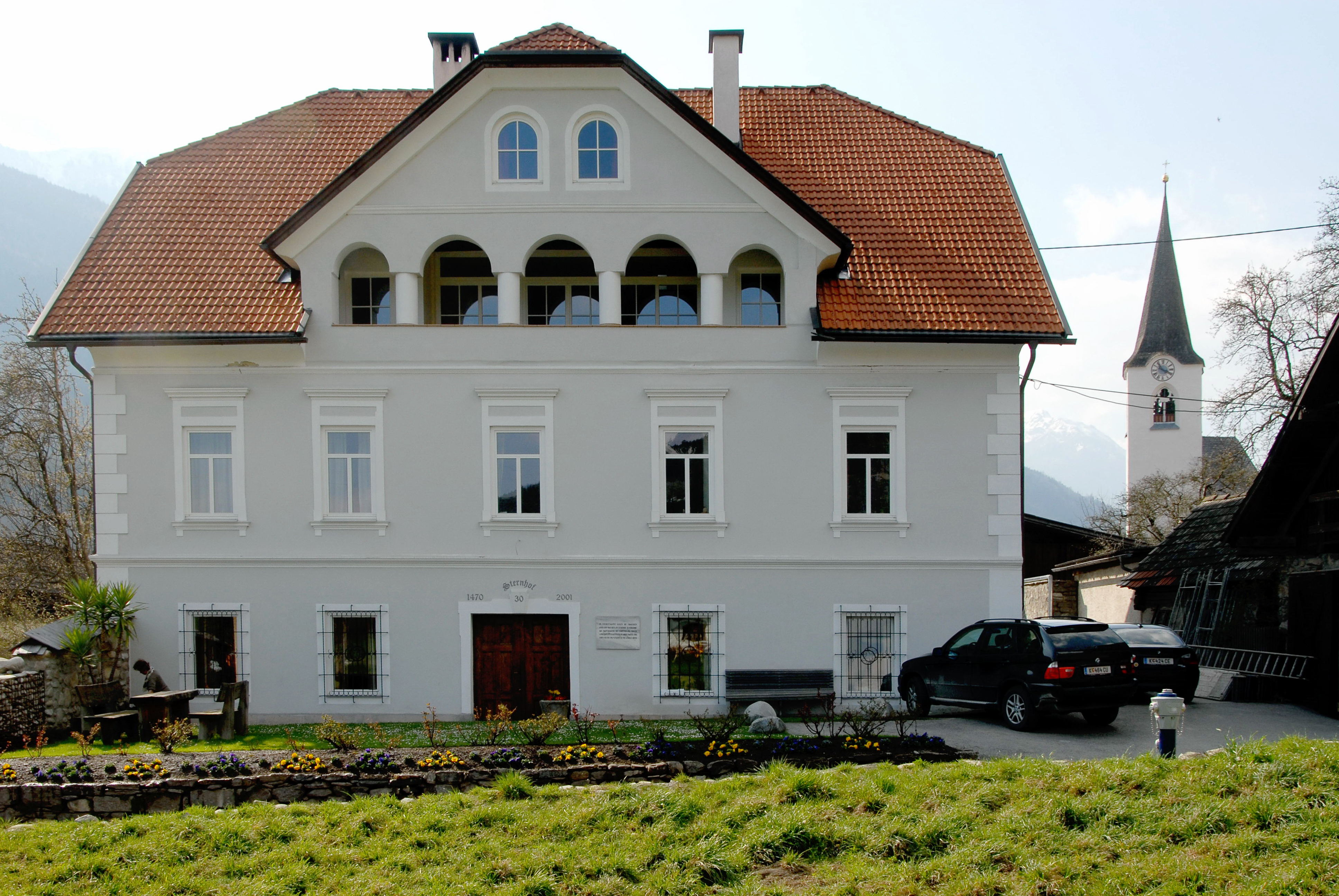
Sternhof (2007), der Heimathof von Uwe, Kurt und Robert Scheuch

Uwe Scheuch besuchte von 1975 bis 1979 die Volksschule in Mühldorf und von 1979 bis 1989 das Bundesrealgymnasium in Spittal an der Drau. Nach der Matura studierte Scheuch von 1989 bis 1996 an der Universität für Bodenkultur Wien und schloss sein Studium mit der Diplom-Arbeit zum Thema Der Bauernwald in Oberkärnten und dem akademischen Grad Dipl.-Ing. ab. Im Anschluss leistete Scheuch 1997 den Präsenzdienst ab. 
Scheuch ist seit 1990 Land- und Forstwirt am eigenen Hof und war von 1997 bis 2000 Geschäftsführer eines landwirtschaftlichen Unternehmens in Ungarn. Er ist seit 1998 selbständiger Geschäftsführer der Mühldorfer Sand- und Kieswerke GmbH und leitet seit 2001 ein technisches Büro für Forstwirtschaft. Großes Aufsehen erregten Berichte in österreichischen Medien, dass nach 2000 von den ungarischen Behörden ein Haftbefehl wegen des Verdachts auf Versicherungsbetrugs infolge Autoschiebereien gegen Uwe Scheuch erlassen wurde. Grund waren Anschuldigungen seines damaligen Untergebenen József Tibor Liska, der wegen dieser Autoschiebereien in Ungarn verurteilt wurde. In Österreich ermittelte nach Bekanntwerden der Vorwürfe 2005 die Staatsanwaltschaft gegen Uwe Scheuch und stellte am 29. Mai 2006 das Verfahren ein. Weiters war in diesem Zusammenhang ein zivilrechtliches Verfahren zwecks Klärung versicherungstechnischer Fragen anhängig. Dieses endete mit einem Vergleich.
Anfang 2021 wurde bekannt, dass Scheuch Miteigentümer eines Hotels in Velden am Wörthersee geworden ist und dort auch als Geschäftsführer fungiert. Die restlichen Anteil hält die Azarov Real Estate. Verkäufer war die Werzer-Gruppe aus Pörtschach.

## Politische Karriere
Uwe Scheuch war ab 2001 Landesparteiobmann-Stellvertreter der FPÖ Kärnten und ab 2002 Mitglied der Bundesparteileitung. Er wirkte von 2001 bis 2006 als Vizepräsident der Kammer für Land- und Forstwirtschaft in Kärnten und war ab 2001 Landesobmann-Stellvertreter der Freiheitlichen Bauern in Kärnten. Zudem war er ab 2002 Mitglied des Vorstandes des Bundesagrarausschusses der Freiheitlichen Bauernschaft und vom 14. Dezember 2003 bis 15. Mai 2005 Bundesobmann der Freiheitlichen Bauernschaft. 
Scheuch war vom 20. Dezember 2002 bis 8. November 2006 Abgeordneter zum Nationalrat, wobei er sich nach der Spaltung der FPÖ dem BZÖ anschloss. Er war vom 9. November 2006 bis 23. Oktober 2008 Bündnissprecher des BZÖ und gehört seit dem 9. November 2006 der Kärntner Landesregierung an. Er war bis 23. Oktober 2008 Landesrat für Wirtschaft, Bildung, Arbeitsmarkt, Wohnbauförderung, Naturschutz und Nationalparks und stieg nach dem Tod Jörg Haiders zum 1. Landeshauptmann-Stellvertreter auf. Zudem wurde er am 15. November 2008 zum Landesparteiobmann des Kärntner BZÖ gewählt.
Am 16. Dezember 2009 spaltete sich das Kärntner BZÖ vom Bundes-BZÖ ab und strebt seitdem als FPK eine enge Kooperation mit der FPÖ an. Beide Parteien bleiben weiter eigenständig mit eigenen Gremien. Scheuch war Parteiobmann der neu geschaffenen Partei.
Am 1. August 2012 trat Scheuch im Rahmen einer Pressekonferenz als Mitglied der Landesregierung und FPK-Parteivorsitzender zurück. Er habe genug von der Hetze gegen seine Person und wolle sich ganz aus der Politik zurückziehen. Als Nachfolger wurde sein Bruder Kurt Scheuch gewählt.

## Strafverfahren

### Part-of-the-Game-Affäre
Seit Jänner 2010 ermittelte die Korruptionsstaatsanwaltschaft gegen Scheuch, der im Verdacht steht, mehreren russischen Personen als Gegenleistung für Parteispenden (Part-of-the-Game-Affäre) und Investitionen die österreichische Staatsbürgerschaft in Aussicht gestellt und aktiv auf deren Verleihung hingewirkt zu haben. Das Justizministerium genehmigte daraufhin eine Anklage wegen Vorteilsannahme. Am 2. August 2011 wurde Scheuch zu 18 Monaten Freiheitsstrafe verurteilt, davon sechs Monate unbedingt. Das Urteil wurde vom Oberlandesgericht Graz am 19. April 2012 aufgehoben und an die erste Instanz zurückverwiesen, da der Richter des erstinstanzlichen Urteils gegen das Überraschungsverbot verstoßen habe. Am 25. Juni 2012 wurde mit der Wiederholung des Prozesses am Landesgericht Klagenfurt unter einer neuen Richterin begonnen. Scheuch bekannte sich dabei erneut „nicht schuldig“. Dennoch wurde er am 6. Juli 2012 erneut schuldig gesprochen und zu einer Geldstrafe von 150.000 Euro sowie sieben Monaten bedingter Freiheitsstrafe verurteilt. Bei der erneuten Berufungsverhandlung am 19. Dezember 2012 am Oberlandesgericht Graz wurde er wieder schuldig gesprochen und rechtskräftig wegen Geschenkannahme durch Amtsträger gemäß § 304 Abs. 2 Strafgesetzbuch zu einer siebenmonatigen Haftstrafe auf Bewährung sowie zu einer Geldstrafe von 270 Tagessätzen à 250 Euro, insgesamt somit 67.500 Euro, verurteilt.

### Broschüren-Affäre
Am 5. November 2013 gab die Wirtschafts- und Korruptionsstaatsanwaltschaft bekannt, dass gegen Scheuch, Gerhard Dörfler, Harald Dobernig und Stefan Petzner Anklage in der sogenannten „Broschüren-Affäre“ wegen Untreue erhoben wird. Den Angeklagten wurde vorgeworfen, eine Werbebroschüre für den Wirtschaftsstandort Kärnten in leicht abgewandelter Form als Wahlkampfbroschüre des BZÖ im Landtagswahlkampf 2009 verwendet zu haben. Der Schaden soll laut Anklageschrift 219.000 Euro betragen haben. Im Jahre 2014 wurde die Anklage vom Oberlandesgericht Graz nach Einsprüchen der Verteidiger zurückgewiesen. Die Staatsanwaltschaft erneuerte jedoch nach Einholung eines Gutachtens des Sachverständigen Georg Jeitler die Anklage, wie sie am 2. November 2015 bekanntgab. Diese wurde rechtskräftig, da die Einsprüche der Beschuldigten diesmal vom Oberlandesgericht Graz zurückgewiesen wurden. In dem Prozess, der am 17. Jänner 2017 am Landesgericht Klagenfurt begann, bekannte sich Scheuch nicht schuldig. Dennoch wurde er am 16. März 2017 nicht rechtskräftig zu einer Zusatzstrafe von 22.000 Euro verurteilt. Scheuch legte gegen das Urteil Rechtsmittel ein. In einem Berufungsverfahren bestätigte der Oberste Gerichtshof am 19. April 2018 das Urteil. Der Berufung über die privatrechtlichen Ansprüche wurde hingegen Folge gegeben und die Privatbeteiligte mit ihren Ansprüchen auf den Zivilrechtsweg verwiesen.

### Verfahren wegen Untreue
Im Mai 2017 gab die Wirtschafts- und Korruptionsstaatsanwaltschaft bekannt, gegen Scheuch Anklage wegen Missbrauch der Amtsgewalt zu erheben. Er soll als Landesrat einen ehemaligen Mitarbeiter angewiesen haben, Rechnungen als sachlich und inhaltlich richtig zu bestätigen, obwohl es keine oder nur teilweise eine Gegenleistung gegeben habe, wodurch ein Schaden von 23.000 Euro entstanden sein soll. Die Vorwürfe kamen auf, als dieser Referent vor Gericht gestand und Scheuch schwer belastete, indem er behauptete, der ehemalige Landesrat habe über alle Vorgänge Bescheid gewusst und die Rechnungen aus den Jahren 2007 und 2008 mit ihm besprochen. Der Mitarbeiter wurde zu 21 Monaten bedingter Haft und der ebenfalls in die Affäre verwickelte Medienunternehmer und ehemalige KTZ-Alleineigentümer Hansjörg Berger zu 17 Monaten bedingter Haft verurteilt. Scheuch erhob Einspruch gegen die Anklage. Das OLG Graz gab diesem jedoch nicht statt, wodurch sie rechtskräftig wurde. Allerdings erhob die Generalprokurator Nichtigkeitsbeschwerde zur Wahrung des Gesetzes, da sie vom Obersten Gerichtshof geklärt haben wollte, ob statt Amtsmissbrauch nicht „Bestimmung zur Untreue“ angeklagt werden müsste, wodurch sich der mögliche Strafrahmen von fünf auf drei Jahre reduzieren würde. In einer öffentlichen Verhandlung am 12. Dezember 2017 teilte der OGH die Ansicht der Generalprokuratur. Bei dem am 18. April 2018 beginnenden Verfahren am Landesgericht Klagenfurt bestritt Scheuch die Vorwürfe. Dennoch wurde er am 5. Juni 2018 erneut wegen Untreue schuldig gesprochen und zu einer Zusatzstrafe von 110 Tagsätzen zu je 40 Euro, insgesamt somit 4.400 Euro, verurteilt. Das Urteil wurde in der Instanz bestätigt und ist nun rechtskräftig.

### Causa Ideenschmiede
Am 3. Juli 2019 wurde bekannt, dass die Staatsanwaltschaft einen Strafantrag gegen Scheuch sowie zwei weitere Personen wegen Vorteilsannahme gestellt hat. Er soll laut Anklage als Landesrat im Jahre 2006 einen Mitarbeiter damit beauftragt haben, Geld für das BZÖ beziehungsweise seinen persönlichen Wahlkampf mittels Kick-back-Zahlungen mit Hilfe der Werbeagentur „Ideenschmiede“ zu organisieren. Obwohl Scheuch die Vorwürfe im Prozess bestritt, wurde er am 5. August 2020 wegen Geschenkannahme und Bestechlichkeit nicht rechtskräftig zu einer Zusatzstrafe von sechs Monaten bedingter Haft verurteilt.

## Familie
Scheuch lebt in Mühldorf in Kärnten, ist verheiratet und hat drei Kinder. Sein Großvater war Robert Scheuch, Mitbegründer der Freiheitlichen Partei und von 1949 bis 1956 sowie von 1962 bis 1966 Abgeordneter zum österreichischen Nationalrat. 